# Ontena
L'ontena est une langue papoue parlée en Papouasie-Nouvelle-Guinée, dans la province des Hautes terres orientales.

## Classification
L'ontena fait partie des langues kainantu-gorokanes qui sont rattachées à la famille des langues de Trans-Nouvelle Guinée.
Le statut de l'ontena n'est pas totalement établi. Il est parfois considéré comme un dialecte du gadsup.

## Phonologie
Les consonnes et les voyelles de l'ontena:

### Voyelles
|         | Antérieure | Centrale | Postérieure |
| ------- | ---------- | -------- | ----------- |
| Fermée  | i [i]      |          | u [u]       |
| Moyenne | e [e]      |          | o [o]       |
| Ouverte |            | ɑ [ɑ]    |             |

### Consonnes
|              |              | Bilabiales | Alvéolaires | Dorsales | Dorsales | Glottales |
| ------------ | ------------ | ---------- | ----------- | -------- | -------- | --------- |
| Palatales    | Vélaires     | Bilabiales | Alvéolaires |          |          | Glottales |
| Occlusive    | Occlusive    |            |             |          |          | ʔ [ʔ]     |
| Fricative    | Sourde       | ɸ [ɸ]      | s [s]       |          | x [x]    | h [h]     |
| Fricative    | Sonore       | β [β]      |             |          |          |           |
| Nasale       | Nasale       | m [m]      | n [n]       |          |          |           |
| Roulée       | Roulée       |            | r [ɾ]       |          |          |           |
| Semi-voyelle | Semi-voyelle |            |             | j [j]    |          |           |

### Allophones
Les occlusives sont quasiment absentes de l'inventaire des phonèmes mais existent comme allophones :
- [p], allophone de [ɸ], en milieu de mot, après [ʔ]
- [t], allophone de [s], en milieu de mot, après [ʔ] et [n]
- [k], allophone de [x], en milieu de mot, après [ʔ]
- [d], allophone de [ɾ], en milieu de mot, après [ʔ]

## Sources
- (en) anonyme, « Organised Phonology Data : Gadsup ( Ontena dialect) Language (GAJ) » [PDF], sur sil.org, 23 août 2004.